# Нажель, Кристин
Кристин Нажель (фр. Christine Nagel, род. 7 октября 1959 года) ― швейцарский парфюмер. С 2016 года она является штатным парфюмером Hermès. До прихода в Hermès она создала такие популярные ароматы, как Narciso Rodriguez for Her (2003) и Miss Dior Chérie (2005), а также нишевые духи, такие как Wood Sage & Sea Salt для Jo Malone London. Она была отмечена наградами французского фонда ароматов, Фонда Франсуа Коти и Международной премии Marie Claire Fragrance Awards.

## Ранние годы
Кристин Нажель родилась 7 октября 1959 года в семье матери-итальянки и отца-швейцарца и выросла в Женеве. Ее самое раннее воспоминание ― это итальянский тальк, который ее мать купила для младшего брата. Брат Нажель также работал парфюмером. Ее бабушка была швеей и запах свежевыглаженных брюк сформировал ещё одно важное воспоминание для Нажель.
С целью стать акушеркой, Нажель начала изучать медицину, но обнаружила, что ее призванием является химия, которую она изучала в Женевском университете. Это, в свою очередь, привело ее к изучению парфюмерии. В то время это был необычный путь в индустрию — большинство парфюмеров были мужчинами, выросшими в парфюмерном бизнесе в Грассе, — но Нагель отмечает, что с тех пор в парфюмерных школах стали требовать обязательного изучения химии, и все больше женщин стали приходить в индустрию.

## Карьера
Нажель начала свою карьеру в исследовательском отделе швейцарской парфюмерной фирмы Firmenich. Парфюмером был Альберто Морильяс, один из гигантов индустрии. Нажель попросила перевести её в отдел парфюмерии, но, не имея традиционного образования, получила отказ и вместо этого переключилась на хроматографию, изучая ароматы и рецепты их приготовления на молекулярном уровне. Впоследствии этот процесс стал механизированным, но Нажель была одной из немногих в мире, кто умел распознавать ингредиенты, используя только свой нос.
Не сумев продвинуться дальше в Firmenich, Нажель переехала в Италию, чтобы начать самостоятельную карьеру. В течение года у нее было 60% контрактов на производство парфюмерии в Италии, включая работу с Fendi и Versace. В 1997 году она переехала в Париж.
Нажель зарекомендовала себя благодаря успешным работам в самых разных направлениях. К ним относятся такие ароматы, как Narciso Rodriguez for Her (2003), Miss Dior Chérie (2005) и Armani Sì (2013), Guerlain's Les Elixirs Charnels; Нажель также создала 46 ароматов для Jo Malone London, включая бестселлер English Pear & Freesia 2010 года.
В 2014 году Нажель стала штатным парфюмером Hermès, присоединившись к Жан-Клоду Эллене, который в 2004 году стал первым парфюмером бренда. В 2016 году, когда Эллен собрался уходить на пенсию, Нажель стала единственным парфюмером дома Hermès и директором по созданию ароматов для Hermès Parfums. Это сделало ее второй женщиной, когда-либо занимавшей должность парфюмера в крупном бренде класса люкс (первой была Матильда Лоран в Cartier).

## Личная жизнь
Нажель замужем за парфюмером, Бенуа Лапуза. Они живут в Париже и имеют дом в Нормандии. У них трое детей и один внук.